# Сахнін
Сахнін (араб. سخنين; івр. סח'נין або סכנין) — місто в Ізраїлі. Знаходиться в Північному окрузі, в Галілеї, 12 км на південь Карміеля і за 23 км на схід Акко. Поблизу Сахніна лежать населене євреями селище Місгав і промислова зона Тардіон. Статус міста Сахнін отримав у 1995 році.
Жителі міста — араби, в більшості мусульмани і значне число християн.
У Сахніні містяться 2 коледжі, викладання в яких ведеться арабською мовою.
Місто відоме футбольною командою вищої ліги «Бней Сахнін» (івр. בני סחנין — «Сини Сахніна»).

## Населення
За статистичними даними Центрального статистичного бюро Ізраїлю, населення на 2016 рік становить 29 316 чоловік.